# British Open 2025
Ten artykuł dotyczy trwającego lub niedawnego wydarzenia sportowego. Informacje w nim zamieszczone mogą się zmienić lub zdezaktualizować wraz z postępem zdarzenia. Początkowe doniesienia, wyniki lub statystyki mogą być niepewne. Ostatnie aktualizacje do tego artykułu mogą nie odzwierciedlać najbardziej aktualnych informacji.
British Open 2025 – piąty rankingowy turniej snookerowy w sezonie 2025/2026, który zostanie rozegrany w dniach 22-28 września 2025 roku w The Centaur w Cheltenham. Obrońcą tytułu jest Mark Selby.

## Nagrody
|                    | Nagroda   |
| ------------------ | --------- |
| Zwycięzca          | 100 000 £ |
| Finalista          | 45 000 £  |
| Półfinalista       | 20 000 £  |
| Ćwierćfinalista    | 12 000 £  |
| 3. runda           | 9 000 £   |
| 2. runda           | 6 000 £   |
| 1. runda           | 3 000 £   |
| Najwyższy break    | 5 000 £   |
| Łączna pula nagród | 502 000 £ |

## Wyniki turnieju
Turniej jest nietypowy jak na rankingowy turniej snookerowy, ponieważ po każdej fazie na nowo losowane są przydziały do danego meczu. Nawet gracze o najwyższym rankingu mogą ze sobą grać już w początkowych fazach turnieju.

### Runda 1
Do 4 frame’ów

### Runda 2
Do 4 frame’ów

### Runda 3
Do 4 frame’ów

### Ćwierćfinały
Do 5 frame’ów

### Półfinały
Do 6 frame’ów

### Finał
Do 10 frame’ów

## Finał
| Finał: Do 10 wygranych frame'ów · The Centaur, Cheltenham, Anglia, 28 września 2025 |                    |      |
| [[]]                                                                                | –                  | [[]] |
| -                                                                                   |                    |      |
| –                                                                                   | Najwyższy break    | –    |
| –                                                                                   | Breaki stupunktowe | –    |
| –                                                                                   | Breaki 50-punktowe | –    |

## Kwalifikacje
Mecze zostały rozegrane w dniach 25-28 czerwca w Leicester Arena w Leicesterze. Wszystkie mecze były rozgrywane do 4 wygranych frame’ów (pary nr. 7, 8, 10, 15, 19, 33, 37, 39, 47, 50, 53, 62 i 64 rozegrały swoje mecze w czasie fazy telewizyjnej). Wyłoniły one 64 zawodników, którzy zostali rozstawieni do turnieju zasadniczego. Luca Brecel wycofał się z turnieju. Został zastąpiony przez Ashleya Carty'ego.
1. Kreishh Gurbaxani 2-4  Chang Bingyu
2. Gong Chenzhi 1-4  Jak Jones
3. Noppon Saengkham 4-0  Liu Wenwei
4. Jimmy White 2-4  Liam Davies
5. Martin O’Donnell 4-1  Sahil Nayyar
6. Oliver Lines 4-1  Stuart Carrington(inne języki)
7. Barry Hawkins -  Daniel Wells[a]
8. [[]] -  Zhao Xintong[a]
9. Michał Szubarczyk 3-4  Umut Dikme
10. Judd Trump -  Aaron Hill[a]
11. Anthony McGill 4-3  Dylan Emery
12. Ashley Carty 4-2  Alexander Ursenbacher[4]
13. Liam Pullen 3-4  Ben Mertens
14. Wang Yuchen 3-4  Mitchell Mann
15. Sanderson Lam -  Ronnie O’Sullivan[a]
16. Pang Junxu -  Wu Yize[a]
17. Huang Jiahao 2-4  Matthew Stevens
18. Yuan Sijun 4-3  Jamie Jones
19. Tom Ford -  Neil Robertson[a]
20. David Lilley 4-2  Liam Graham
21. Ricky Walden 2-4  Joe O’Connor
22. Chris Totten 0-4  Antoni Kowalski
23. Lan Yuhao 1-4  Reanne Evans
24. Lei Peifan 4-0  Mateusz Baranowski
25. Fan Zhengyi 2-4  Robert Milkins
26. Leone Crowley 4-0  Hatim Jasin
27. Jiang Jun -  Mark Allen[a]
28. Matthew Selt 4-0  David Gilbert
29. Oliver Brown 2-4  Xu Yichen
30. Stan Moody 4-2  Zhou Yuelong
31. Elliot Slessor 2-4  Jackson Page
32. Fergal Quinn 2-4  Gao Yang
33. Kyren Wilson -  Chris Wakelin[a]
34. Marco Fu 4-3  Stephen Maguire
35. He Guoqiang 4-0  Farakh Ajaib
36. Steven Hallworth 0-4  Sunny Akani
37. David Grace -  Mark Selby[a]
38. Xu Si 4-0  Florian Nüßle
39. Jimmy Robertson 3-4  Ryan Davies(inne języki)
40. Ross Muir -  Shaun Murphy[a]
41. Haris Tahir 4-3  Ken Doherty
42. Long Zehuang 4-3  Thepchaiya Un-Nooh
43. Robbie Williams 1-4  Bulcsú Révész
44. Ishpreet Singh Chadha 2-4  Scott Donaldson
45. Robbie McGuigan 4-2  Lü Haotian
46. Mink Nutcharut 1-4  Amir Sarkhosh
47. Xiao Guodong -  Haydon Pinhey[a]
48. Jack Lisowski 4-3  Liam Highfield
49. Mark Williams -  Si Jiahui[a]
50. Zhang Anda -  Duane Jones[a]
51. Connor Benzey 2-4  Julian Bojko
52. Julien Leclercq 2-4  Ben Woollaston
53. [[]] -  Ali Carter[a]
54. Allan Taylor 4-2  Chatchapong Nasa
55. Zak Surety 4-2  Zhao Hanyang
56. Liu Hongyu 4-0  Ng On Yee
57. Jonas Luz 1-4  Cheung Ka Wai
58. Ian Burns 4-1  Michael Holt
59. Ryan Day 2-4  Stuart Bingham
60. Louis Heathcote 4-3  Jordan Brown
61. Yao Pengcheng 1-4  Sam Craigie
62. John Higgins -  Mark Davis[a]
63. Bai Yulu 4-2  Artemijs Žižins
64. Gary Wilson -  Hossein Vafaei[a]

1. 1 2 3 4 5 6 7 8 9 10 11 12 13 14 15 16  Mecz rozegrany na głównej arenie w Cheltenham

## Breaki stupunktowe kwalifikacji
- 140, 104  Marco Fu
- 124  Zhou Yuelong
- 119  Matthew Stevens
- 118  Chang Bingyu
- 111  Ian Burns
- 109  Bulcsú Révész
- 105  Artemijs Žižins
- 102  Stuart Bingham
- 102  Jak Jones
- 102  Lei Peifan